# Liste der Bischöfe von Lezha
Die folgenden Personen waren Bischöfe des Bistums Lezha (Albanien):
- Valente (erwähnt 340)
- Johannes (erwähnt 592), wurde 592 Bischof von Squillace
- Giacomo (1357–?)
- Dionigi
- Domenico Progoni (1369–?)
- Gregorio da Venezia, O.F.M. (erwähnt 1385)
- Pietro
- Francesco Petri, O.Cist. (1394–?)
- Andrea de Rhegino, O.P. (? – 1397)
- Andrea Sume (1405–1426) (danach Bischof von Albanien)
- Pietro Sarda, O.F.M. (1427–1438)
- Pietro Domgion (1459–?)
- Vito Jonyma (1474–?)
- Pietro Malcasi (1478–?)
- Pietro (1485–?)
- Francesco Conti, O.P. (1504–?)
- Giorgio Negri (1509–circa 1512)
- Michele di Natera, O.P. (1513–1513)
- Nicola Dabri (1513–?)
- Nicola Modulo (1517–?)
- Pedro Gil, O.S.Jo.Hier. (1518 ? – 1518)
- Bernardino (Giovanni) Gionema, O.F.M. (1518–?)
- Fernando de Rosas, O. de M. (1519–?)
- Nicola Naule (? – circa 1525)
- Gionj Stymaj (1525–?)
- Antonio de Nigris (1529–1535)
- Guglielmo de Furby, O.Carm. (1535–1556)
- Nicola Gerino, O.Cist. (1558–circa 1692)
- Antonio de Nigris (circa 1559–?) (2. Mal)
- Giovanni Crassinga (1560–1575)
- Teodoro Calumpsi (1575–circa 1578)
- Marino Braiano, O.F.M. (1578–?)
- Innocenzo Stoicino, O.S.B. (1596–1620)
- Benedetto Orsini, O.F.M. (1621–circa 1654)
- Giorgio Vladagni (1656–circa 1692)
- Nicola Vladagni (1692–1705)
- Giovanni Galata (1728–1739) (danach Bischof von Durrës)
- Simone Negri (1739–1748)
- Paolo Campsi (1748–1750)
- Antonio de Alessio, O.F.M. (1750–1765)
- Giorgio Giunchi (1765–1786) (danach Erzbischof von Bar)
- Michele Criesesi (1786–1797)
- Nicola Malci (1797–1826)
- Gabriele Barissich Bosniese, O.F.M. (1826–1842)
- Giovanni Topich, OFM (1842–1853)
- Luigji Çurçija (1853–1858)
- Pali II. Dodmasej (1858–1870)
- Franziskus Malczynski (1870–1905)
- Leonard Deda (1905–1907)
- Sedisvakanz (1907–1911)
- Luigj Bumçi (1911–1943)
- Frano Gjini (1946–1948)
  - Ndre Lufi (1949–1951) (Kapitularvikar und Administrator)
  - Ottavio Vitale RCJ (2000–2005) (Apostolischer Administrator)
- Ottavio Vitale RCJ (seit 2005)

## Quelle
- Konrad Eubel, Hierarchia Catholica Medii Aevi, vol. 1, pp. 83–84; vol. 2, p. 85; vol. 3, pp. 103–104; vol. 4, p. 77